# NGC 958
NGC 958 è una vasta galassia a spirale barrata situata nella costellazione della Balena, a una distanza di circa 265 milioni di anni luce dalla nostra Via Lattea.

## Scoperta
La galassia è stata scoperta il 20 settembre 1784 dall'astronomo britannico di origine tedesca William Herschel.

## Descrizione
NGC 958 presenta una larga riga a 21 cm dell'idrogeno neutro.
Nella galassia sono presenti anche regioni di idrogeno ionizzato.
È inoltre una galassia luminosa nell'infrarosso (LIRG). 
La luminosità della galassia nell'infrarosso lontano (da 40 a 400 µm) è di 3,47 x 1010 {\displaystyle L_{\odot }} (1010,54 {\displaystyle L_{\odot }}) mentre la luminosità totale nell'infrarosso (da 8 a 1000 µm) è di 4,68 x 1010 {\displaystyle L_{\odot }} (1010,67 {\displaystyle L_{\odot }}).

## Supernova
Il 5 gennaio 2005, all'interno di NGC 958 è stata scoperta la supernova SN 2005A da J. Graham e W. Li nel corso del programma LOSS (Lick Observatory Supernova Search) dell'Osservatorio Lick.. La supernova è stata classificata di tipo Ia.